# Carry Steinvoort
Carry Steinvoort (4 oktober 1953) is een Nederlands voormalig voetballer die uitkwam voor De Graafschap en PEC Zwolle. Hij speelde als verdediger.
Hij speelde ooit samen met Rinus Israël, Ron Jans en Henk Warnas.
Steinvoort speelde voor AZC Zutphen en is daar nog lid van.Tegenwoordig woont hij in Zutphen.

## Statistieken
| Seizoen | Club          | Land      | Competitie     | Wed. | Goals |
| ------- | ------------- | --------- | -------------- | ---- | ----- |
| 1973/74 | De Graafschap | Nederland | Eredivisie     | 0    | 0     |
| 1974/75 | De Graafschap | Nederland | Eredivisie     | 10   | 0     |
| 1975/76 | De Graafschap | Nederland | Eredivisie     | 16   | 0     |
| 1976/77 | De Graafschap | Nederland | Eredivisie     | 2    | 0     |
| 1977/78 | PEC Zwolle    | Nederland | Eerste divisie | –    | 9     |
| 1978/79 | PEC Zwolle    | Nederland | Eredivisie     | 24   | 1     |
| 1979/80 | PEC Zwolle    | Nederland | Eredivisie     | 30   | 1     |
| 1980/81 | PEC Zwolle    | Nederland | Eredivisie     | 29   | 0     |
| Totaal  | Totaal        | Totaal    | Totaal         | 111  | 11    |

## Erelijst

### MetPEC Zwolle
| Nationaal               |    |         |
| Kampioen Eerste Divisie | 1x | 1977/78 |